# قرة
القُرَّة أو أبو خنجر أو الحُرف هو جنس نباتات من الفصيلة الصليبية.